# Володина
Воло́дина (рос. Володина) — присілок у складі Каргапольського району Курганської області, Росія. Входить до складу Вяткінської сільської ради.
Населення — 164 особи (2010, 153 у 2002).
Національний склад населення станом на 2002 рік: росіяни — 97 %.